# Boitzenburger Land
Boitzenburger Land er en amtsfri kommune i landkreis Uckermark i den tyske delstat Brandenburg. Den er med et areal på 216 km² nummer 53 i størrelse i Tyskland.
Amt Boizenburg-Land ligger i den vestlige del af Mecklenburg og har ikke noget med denne kommune at gøre.

## Geografi
Kommunen ligger i den nordøstlige del af Brandenburg og er et landskab med bakker og søer i den vestlig del af Uckermark. Store dele af Boitzenburger Land ligger i Naturpark Uckermärkische Seen, og de fem store søer i kommunen er: Kuhzer See, Trebbowsee, Haussee, Großer Küstrinsee og Krewitzsee. Kommunen er omgivet af store sammenhængende skovområder , i nordøst Zerweliner Heide og i sydvest Große Warthesche Heide . I nordvest grænser Boitzenburger Land til Landkreis Mecklenburg-Strelitz .

### Opdeling af kommunen
Til kommunen hører bydelene
| - Berkholz - Boitzenburg (Verwaltungssitz) - Buchenhain - Funkenhagen - Hardenbeck | - Haßleben - Jakobshagen - Klaushagen - Warthe - Wichmannsdorf |

og landsbyerne og bebyggeelserne
| - Abbaue (Kuhz) - Abbaue (Warthe) - Boisterfelde - Bröddin - Brüsenwalde - Krewitz - Charlottenthal - Duster Möll - Egarsee - Fürstenau - Galliep | - Karolinenhof - Kipp - Kirchenfelde - Kollinshof - Krüseliner Mühle - Kuhz - Lichtenhain - Lindensee - Luisenfelde - Mahlendorf - Mathildenhof | - Mellenau - Rosenow - Ruhhof - Rummelpforter Mühle - Stabeshöhe - Steinrode - Sternthal - Suhrhof - Thomsdorf - Zerwelin |

## Seværdigheder
- Schloss Boitzenburg
- Lenné-Park med Apollotempel i Boitzenburg
- Klosterruiner i Boitzenburg (tidligere Cistercienser-Nonnekloster Marienpforte)
- Kapellet i Buchenhain-Mellenau
- Thomsdorfer Kirke
- Vandmøllen i Boitzenburg
- Skolemuseum Hardenbeck

1. ↑  Liste på tysk Wikipedia